# Jonathan Faull
Jonathan Faull (né le 20 août 1954 à Maidstone, dans le Kent) est un haut fonctionnaire britannique de la Commission européenne.